# Bruno Ecuele Manga
Bruno Ecuele Manga (Libreville, Gabon, 16. srpnja 1988.) je gabonski nogometaš i nacionalni reprezentativac koji trenutno igra u redovima Dijona.

## Karijera
Manga je nogometnu karijeru započeo u lokalnom klubu FC 105 Libreville nakon čega su ga uočili francuski skauti. 2006. je došao u Bordeaux na temelju preporuke koju su dali tadašnji gabonski izbornik Alain Giresse i agent Cedric Mpouho. Igrač je najprije igrao u B momčadi kluba dok je sljedeće sezone uvršten u prvu momčad. Tadašnji trener kluba Laurent Blanc ga nije uvodio u igru tijekom prvenstva ali mu je davao priliku kroz utakmice Kupa UEFA, primjerice protiv Panioniosa.
31. siječnja 2008., svega nekoliko sati prije isteka zimskog transfernog roka, Manga je poslan na posudbu u Rodez AF. Završetkom prvenstva i istekom ugovora, igrač je u svibnju 2008. potpisao trogodišnji ugovor za drugoligaš SCO Angers. U klubu je uskoro postao ključni obrambeni igrač zbog čega je privukao pozornost klubova iz prve lige.
5. srpnja 2010. Bruno Ecuele Manga prelazi u Lorient te postaje standardni igrač u momčadi nakon što je Laurent Koscielny otišao u Arsenal. Gabonski igrač je s klubom potpisao četverogodišnji ugovor a vrijednost transfera je procijenjena na 2,5 milijuna eura.
Predstavljao je Gabon na Afričkom kupu nacija u svojoj zemlji u 2017. godini. Domaćin je se oprostio od daljnjeg turnira remijem bez pogodaka protiv Kameruna. Gabon je tako postao prvi domaćin u povijesti Kupa nacija koji završava svoj nastup u natjecanju po skupinama.

## Vanjske poveznice
- Bruno Ecuele Manga (en.Wiki)
- Bruno Ecuele Manga (fr.Wiki)